# Джонсон, Нэнси
Нэ́нси Линн Джо́нсон (в девичестве — Напольски, англ. Nancy Lynn Napolski-Johnson; род. 14 января 1974, Даунерс-Гров, Иллинойс) — американская спортсменка-стрелок из пневматической винтовки. Чемпионка Олимпийских игр 2000 года.
Супруга американского стрелка Кена Джонсона (род. 1968), участника Олимпийских игр 2000 года.

## Спортивная карьера
Первый раз на Олимпийских играх Нэнси Джонсон выступала в 1996 году в Атланте. В соревнованиях по стрельбе из пневматической винтовки американка заняла лишь 36-е место, отстав от 8 места, дающего право выступать в финале, на 7 очков.
В 2000 году от Джонсон тоже не ожидали особых успехов. Но уже после квалификации Джонсон занимала второе место, поделив его с тремя спортсменками, уступая кореянке Кан Чхо Хюн два балла. С первого же выстрела финала американка начала приближаться к южнокорейской спортсменке. После пяти выстрелов Нэнси подобралась к Чхохюн на расстояние 0,1 балла. После ещё трёх выстрелов отставание составляло 0,2 балла. Девятым выстрелом Нэнси заработала 10,7 балла, а её соперница 10,5. Таким образом перед заключительным выстрелом количество очков у спортсменок стало одинаковым. Свой финальный выстрел Джонсон сделала раньше кореянки. Результат оказался не самым лучшим 9,9. Следом свой выстрел сделала Кан Чхохюн и получила лишь 9,7 балла. Благодаря этому Нэнси Джонсон стала олимпийской чемпионкой. А поскольку соревнования в стрельбе начались раньше остальных видов, то американка стала первой чемпионкой Игр в Сиднее.